# Hermann von Loebl
Hermann svobodný pán von Loebl (29. prosince 1835 Drohobyč – 12. března 1907 Lvov) byl rakousko-uherský, respektive předlitavský státní úředník a politik, ministr pro haličské záležitosti v první vládě Paula Gautsche a moravský místodržící.

## Biografie
Byl synem Antona Loebla, státního úředníka v Haliči. Vystudoval právo na Lvovské univerzitě a od roku 1857 pracoval ve státních službách. Svou kariéru začal jako konceptní praktikant u haličského místodržitelství ve Lvově, v Haliči poté působil u několika okresních úřadů, v roce 1871 se stal okresním hejtmanem v Czortkowě ve východní Haliči. V roce 1873 ho Agenor Gołuchowski povolal zpět do Lvova na haličské místodržitelství, kde byl referentem zemské školní rady a šéfem prezidiální kanceláře. V letech 1883–1888 byl viceprezidentem haličského místodržitelství. V letech 1888–1893 zastával post místodržitele na Moravě.
Po odchodu z Brna žil několik let v soukromí, ale od roku 1896 byl členem říšského soudu ve Vídni. Vrchol jeho politické kariéry nastal za první vlády Paula Gautsche, v níž se stal ministrem pro haličské záležitosti. Funkci zastával v období 16. prosince 1897 – 5. března 1898. Po pádu Gautschovy vlády odešel do soukromí a v roce 1898 byl jmenován doživotním členem Panské sněmovny.
V roce 1887 byl povýšen do šlechtického stavu a v roce 1893 získal titul barona. Za zásluhy byl nositelem Řádu železné koruny a Leopoldova řádu. Ve svém rodišti v Drohobyči byl jmenován čestným občanem, během svého působení na Moravě získal čestné občanství v Uherském Hradišti.